# Искрата
Искрен Тончев, по-известен като Искрата, е български музикант, автор на песни, композитор и бийтбоксър.  

## Биография
Роден е на 10 май 1993 година в Бургас. Израства в музикално семейство и именно това го мотивира да започне да пее от много ранна детска възраст. Музикалните инструменти, на които може да свири, са пиано, саксофон и флейта.    
Освен музикат и певец, Искрен Тончев е в един от най-известните български бийтбоксъри. Той започва да прави бийтбокс на 13 години, а страстта му към това изкуство започва с един клип на австралийски изпълнител, на който попада съвсем случайно. Като всеки млад ентусиаст, започва да се опитва сам у дома. Първо имитира звуците на комплекта барабани, после добавя и други инструменти. Няколко години по-късно печели шампионат по бийтбокс в България, след който отива на световен шампионат в Берлин.   
На 19 години започва да прави бийтове и се премества от Бургас в София. Бързо след това започва да работи с някои от най-популярните български изпълнители - Михаела Филева, Графа, Сантра, Жана Бергендорф, Дара Екимова, Азис, Алисия, Дара, Папи Ханс, Павел и Венци Венц, Атанас Колев, Моисей, Пламен и Иво и т.н.

## Музикална кариера
През 2016 година участва в шоуто "България Търси Талант"  и достига до финала. Веднага след това подписва договор за мениджърско-продуцентска сделка с Монте Мюзик  и издава своя дебютен сингъл "Много добре". Песента е по музика и аранжимент на самия изпълнител, а текстът е написан в сътрудничество с Илия Григоров. Звукът е типичен за композиторския стил на изпълнителя и е глътка свеж въздух за българската музикална сцена. Видеото е заснето от младия режисьор N. Kotich, а в него Искрата влиза в различни роли.
Искрата продуцира десетки песни, които достигат първите места в музикалните класации и са гледани над 100 милиона пъти. Любимото изпълнение на публиката е "Помня". Други известни парчета са "Sagapao" и "Apology" с Дара Екимова, "Неочакван обрат" съвместно с Графа, "Играем за победа" и "Танцувам само за теб" в дует с Михаела Филева, както и индивидуалните "Chica Tranquila" и "Непознато място".  През 2022 година излизат ударните му хитове "Черният път" и "Първи и Последен (Remix)" .

## Дискография
"Много добре" (2016)
"Танцувам само за теб" (2016)
"Непознато място" (2017)
"Помня" (2018)
"Играем за победа" (2018)
"Неочакван обрат" (2018)
"Chica Tranquila" (2018)
"Само Моя" (2019)
"Защо целуваш" (2019)
"Sagapao" (2019)
"Третото око" (2019)
"#Пристрастена" (2019)
"Wasted" (2020)
"Точното момиче"  (2020)
"Apology" (2020)
"Черният път" (2022)
"Първи и Последен (Remix)" (2022)